# Малаешти (Јаши)
Малаешти (рум. Mălăești) насеље је у Румунији у округу Јаши у општини Гропница. Oпштина се налази на надморској висини од 71 m.

## Становништво
Према подацима из 2002. године у насељу је живело 490 становника, од којих су сви румунске националности.